# AirBaltic
airBaltic is de nationale luchtvaartmaatschappij van Letland en heeft haar hub op de luchthaven van Riga. De maatschappij vliegt binnen Europa, naar Azië en Noord-Afrika.

## Geschiedenis

### Beginjaren
airBaltic werd opgericht op 28 augustus 1995 als joint venture van Scandinavian Airlines (SAS) en de Letse overheid. De eerste vlucht volgde op 1 oktober 1995 na het arriveren van het eerste vliegtuig, een Saab 340 in Riga. Diezelfde middag werd de eerste passagiersvlucht uitgevoerd.

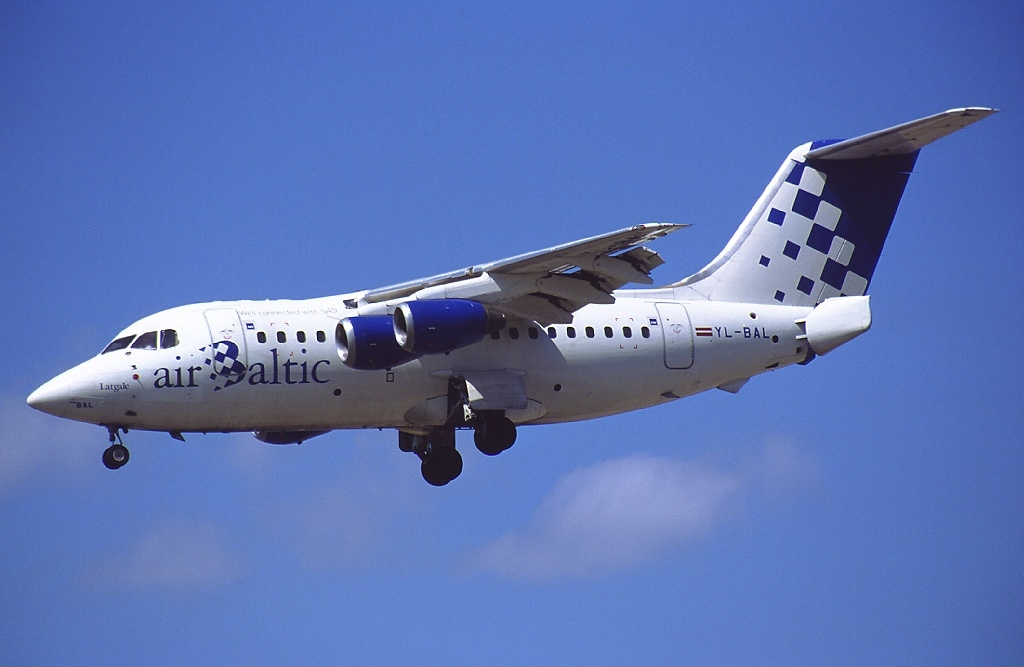
Voormalige AVRO RJ70 van airBaltic

In 1996 werd de eerste AVRO RJ70 van de maatschappij geleverd en nam Air Baltic deel in de SAS frequent flyer club. In 1997 werd een vrachtafdeling opgericht, in 1998 werd de eerste Fokker 50 geleverd. Een jaar later, in 1999, werd airBaltic een naamloze vennootschap en werden alle Saab 340’s vervangen door Fokker 50’s.
In 2003 kwam de eerste Boeing, een Boeing 737-500 in de vloot. In oktober 2004 werd de naam gewijzigd van Air Baltic naar airBaltic, met een nieuwe huisstijl. In december 2006 kwam ook de eerste Boeing 737-300 in de vloot, in de begin 2008 kwamen daar nog twee Boeing 757-200’s bij.
airBaltic had een sterke band met SAS dat tot januari 2009 47,2% van de maatschappij bezat. De maatschappij vloog dan ook regelmatig naar de SAS-hubs Stockholm, Kopenhagen en Oslo.

### 2010-heden
Toch raakte de maatschappij in 2011 in de financiële problemen en vroeg om 60 miljoen lats. In september van datzelfde jaar maakte de maatschappij bekend dat er mogelijk 700 vluchten geschrapt zouden moeten worden en dat de helft van de werknemers hun baan kwijt zou kunnen raken. Dit werd gedaan om te voorkomen dat de gehele vloot aan de grond zou moeten blijven staan. Uiteindelijk investeerden de Letse overheid en Baltijas aviācijas sistēmas Ltd 100 miljoen Letse lats in airBaltic. Martin Gauss, de voormalige CEO van het Hongaarse Malév, wordt de nieuwe CEO.
Op 21 oktober 2016 heeft airBaltic zich aangesloten bij brancheorganisatie Airlines for Europe (A4E). In datzelfde jaar ontvangt de maatschappij eind november de eerste Airbus A220-300 en wordt daarmee de eerste gebruiker van het type. De eerste commerciële vlucht volgt op 14 december 2016 van Riga naar Amsterdam. Op 17 maart 2020 staakt airBaltic alle vluchten vanwege de coronapandemie, vanaf 18 mei 2020 werden weer mondjesmaat vluchten uitgevoerd.
Om het netwerk verder uit te breiden maakt airBaltic op 14 december 2021 bekend een basis op te richten buiten de Baltische staten. Deze werd in mei 2022 geopend op de luchthaven van Tampere in Finland. In juni 2023 werden twee vliegtuigen gestationeerd op de luchthaven van Gran Canaria. De basis is seizoensgebonden.
In 2022 werd overigens begonnen met het wet leasen van toestellen aan andere luchtvaartmaatschappijen. De maatschappij sloot een deal met de Lufthansa Group waardoor er nu (augustus 2024) vliegtuigen van airBaltic voor SWISS, Brussels Airlines en Eurowings vliegen. In augustus 2024 plaatste airBaltic nog een aanvullende order voor nog 10 Airbus A220-300’s.

## Vloot

### Huidige vloot

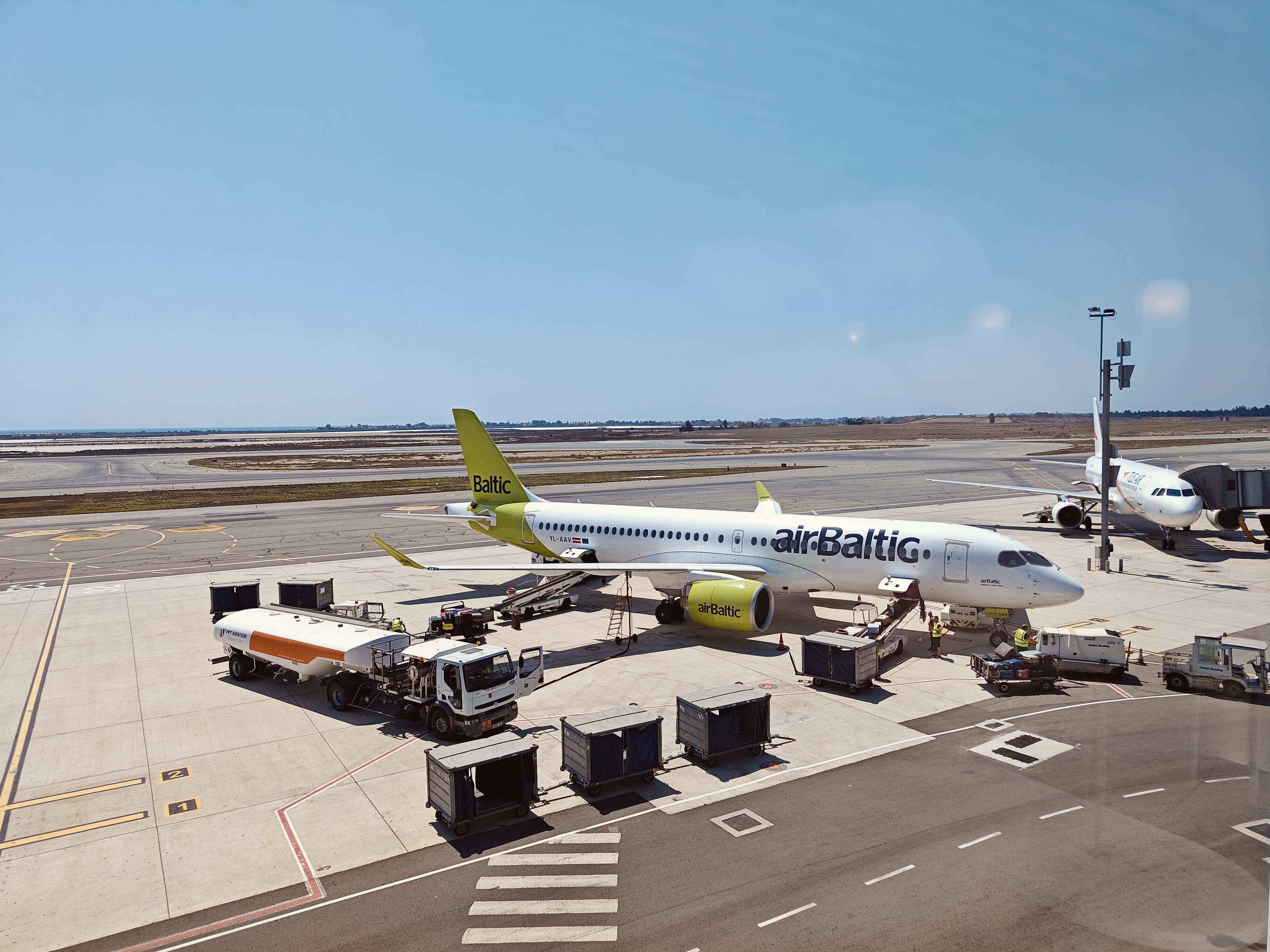
AirBaltic Airbus A220-300

De vloot van airBaltic bestaat uit de volgende toestellen (augustus 2024):
| Type            | In dienst | Orders | Opmerkingen |
| --------------- | --------- | ------ | --- |
| Airbus A220-300 | 48        | 42     | Eerste en grootste gebruiker van dit type. Bestelling met 30 opties en 20 aankooprechten, november 2023. Veertien toestellen gewetleased. |
| Totaal          | 48        | 42     | |

#### Speciale kleurenschema’s
Om de Baltische staten te representeren zijn vier toestellen geschilderd: één met de vlag van Estland, één met vlag van Litouwen en twee met de vlag van Letland. Daarnaast is er een wedstrijd voor het ontwerp van een kleurenschema voor de vijftigste Airbus A220-300 in de vloot.
| Estse vlag | Letse vlag | Litouwse vlag |

### Voormalige vloot
De vloot van airBaltic bestond ook uit de volgende toestellen:
| Type                      | Aantal | In dienst | Uitgefaseerd | Opmerkingen                 |
| ------------------------- | ------ | --------- | ------------ | --------------------------- |
| Airbus A319-100           | 1      | 2013      | 2014         | Geleased van Czech Airlines |
| Airbus A320-200           | 4      | 2023      | 2023         | Geleased van Avion Express  |
| AVRO RJ70                 | 3      | 1996      | 2005         |                             |
| Boeing 737-300            | 9      | 2007      | 2020         |                             |
| Boeing 737-500            | 11     | 2003      | 2019         |                             |
| Boeing 757-200            | 2      | 2008      | 2014         |                             |
| Bombardier Dash 8 Q400    | 12     | 2010      | 2023         |                             |
| British Aerospace 146-200 | 1      | 1995      | 1996         | Geleased van Manx Airlines  |
| Fokker 50                 | 10     | 1998      | 2013         |                             |
| Saab 340                  | 3      | 1995      | 1999         |                             |

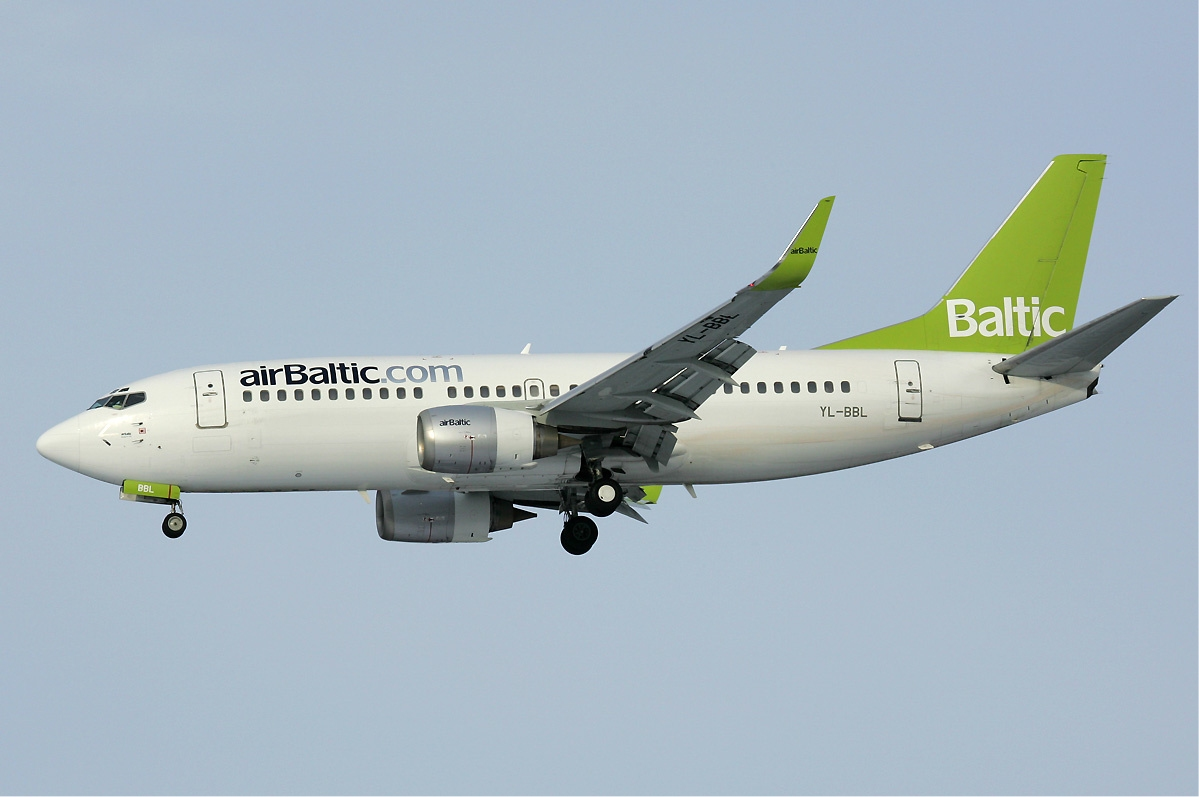
Boeing 737-300
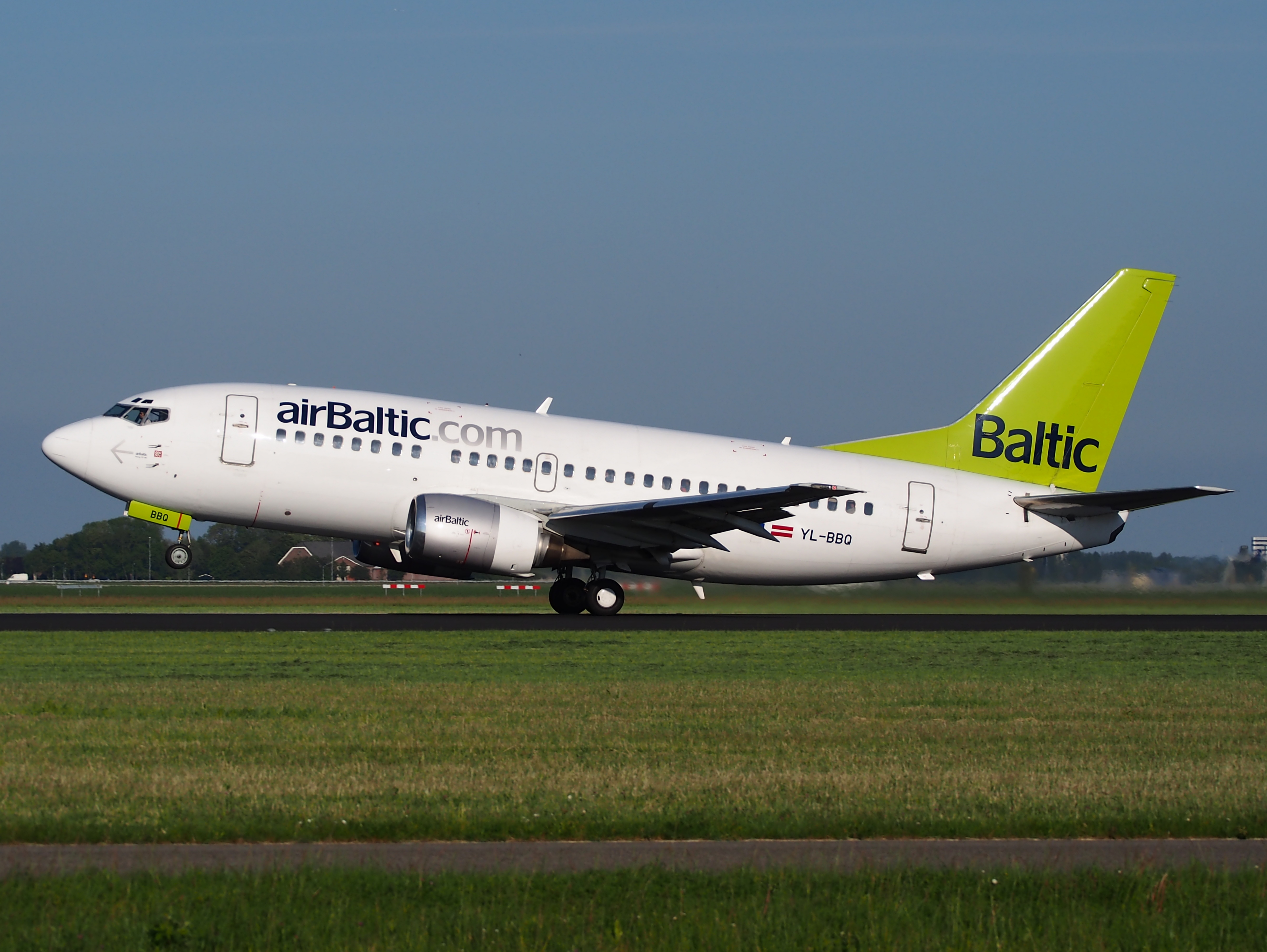
Boeing 737-500
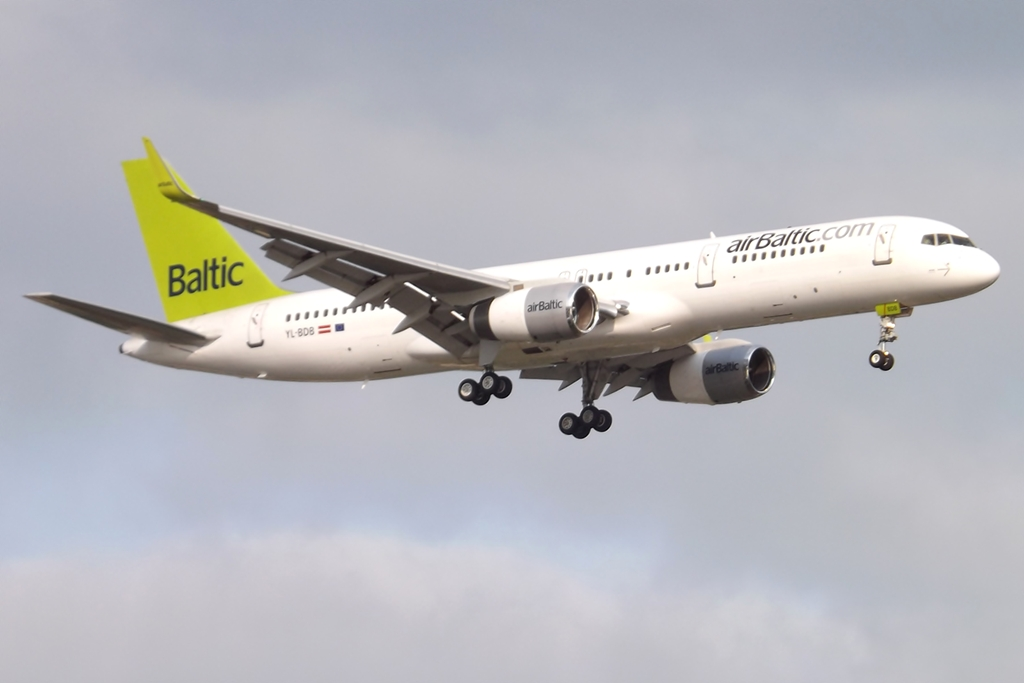
Boeing 757-200
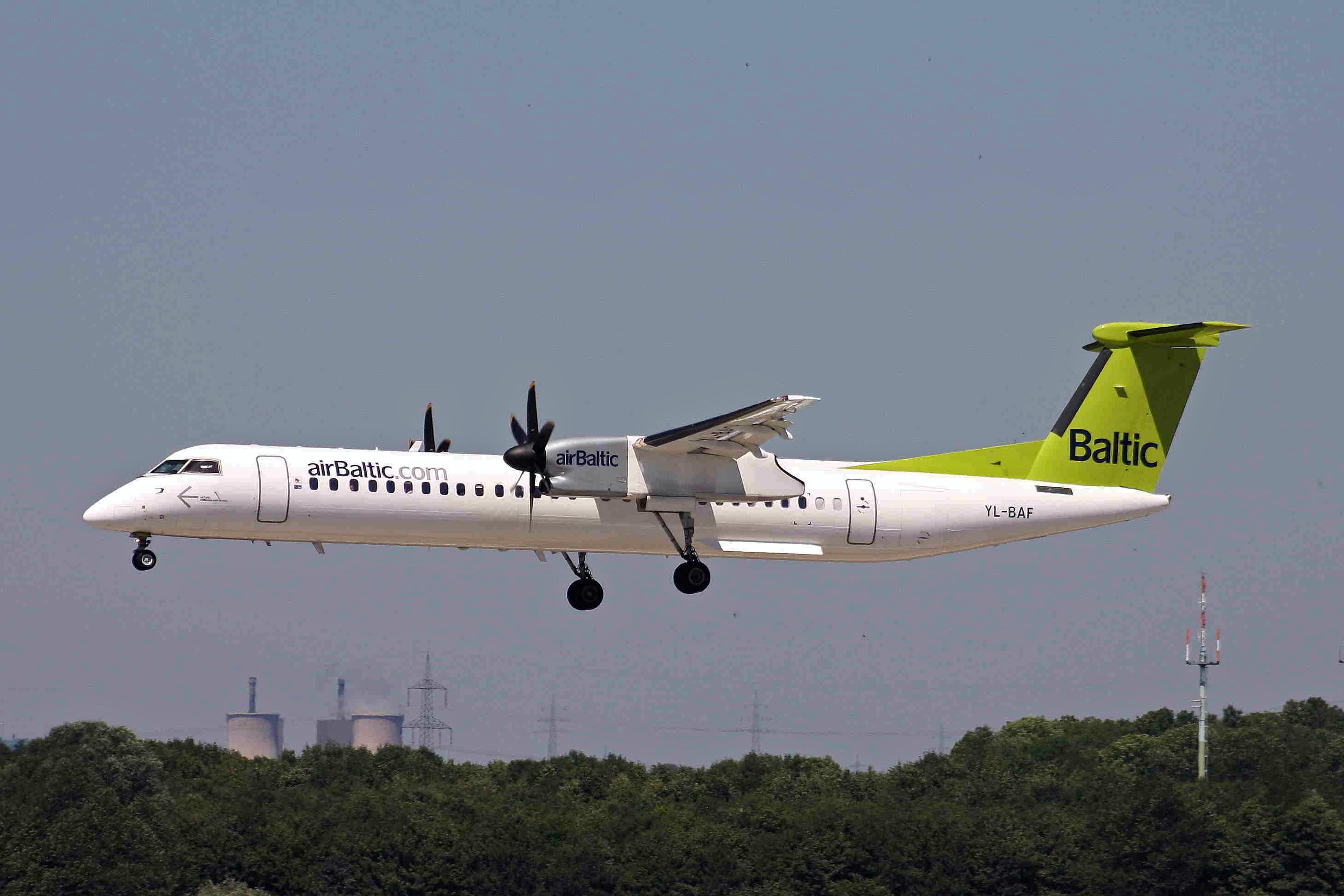
Bombardier Dash 8 Q400
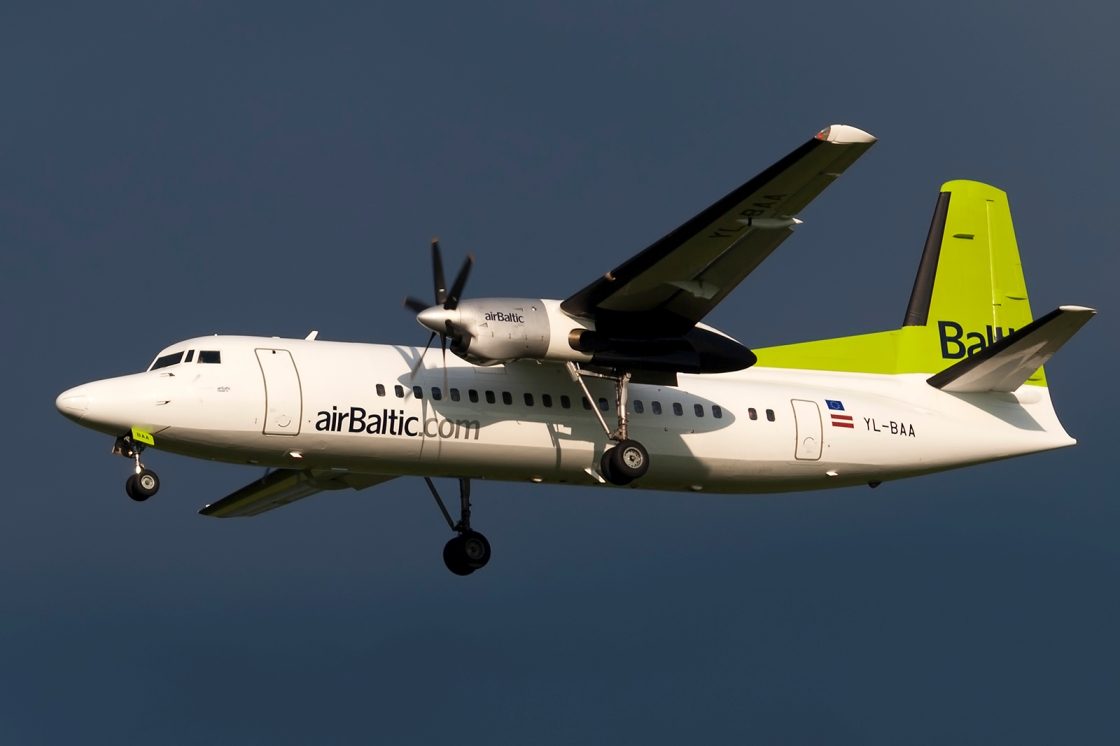
Fokker 50

## Bestemmingen
airBaltic vliegt naar de volgende bestemmingen (augustus 2024):
| Land                         | Stad                       | Luchthaven                                      | Opmerkingen            |
| ---------------------------- | -------------------------- | ----------------------------------------------- | ---------------------- |
| Albanië                      | Tirana                     | Luchthaven Tirana                               |                        |
| Armenië                      | Jerevan                    | Luchthaven Zvartnots                            |                        |
| Azerbeidzjan                 | Bakoe                      | Heydar Aliyev International Airport             |                        |
| België                       | Brussel                    | Brussels Airport                                |                        |
| Bulgarije                    | Boergas                    | Luchthaven Boergas                              |                        |
| Bulgarije                    | Sofia                      | Luchthaven Sofia                                |                        |
| Cyprus                       | Larnaca                    | Luchthaven Larnaca                              |                        |
| Denemarken                   | Billund                    | Billund Lufthavn                                |                        |
| Denemarken                   | Kopenhagen                 | Internationale luchthaven Kopenhagen Kastrup    |                        |
| Duitsland                    | Berlijn                    | Flughafen Berlin Brandenburg                    |                        |
| Duitsland                    | Düsseldorf                 | Flughafen Düsseldorf                            |                        |
| Duitsland                    | Frankfurt                  | Flughafen Frankfurt am Main                     |                        |
| Duitsland                    | Hamburg                    | Flughafen Hamburg                               |                        |
| Duitsland                    | München                    | Flughafen München Franz Josef Strauß            |                        |
| Estland                      | Tallinn                    | Luchthaven Tallinn Lennart Meri                 | basis                  |
| Finland                      | Helsinki                   | Luchthaven Helsinki-Vantaa                      |                        |
| Finland                      | Kittilä                    | Luchthaven Kittilä                              |                        |
| Finland                      | Tampere                    | Luchthaven Tampere                              | basis                  |
| Finland                      | Turku                      | Luchthaven van Turku                            |                        |
| Frankrijk                    | Nice                       | Aéroport Nice Côte d'Azur                       |                        |
| Frankrijk                    | Parijs                     | Aéroport de Paris-Charles de Gaulle             |                        |
| Georgië                      | Batoemi                    | Luchthaven Batoemi                              |                        |
| Georgië                      | Tbilisi                    | Luchthaven Tbilisi                              |                        |
| Griekenland                  | Athene                     | Luchthaven Athene                               |                        |
| Griekenland                  | Corfu                      | Luchthaven Korfoe Ioannis Kapodistrias          |                        |
| Griekenland                  | Iraklion                   | Luchthaven Iraklion                             |                        |
| Griekenland                  | Rhodos                     | Internationale luchthaven van Rhodos            |                        |
| Griekenland                  | Thessaloniki               | Luchthaven Thessaloniki                         |                        |
| Hongarije                    | Boedapest                  | Luchthaven van Boedapest                        |                        |
| Ierland                      | Dublin                     | Dublin Airport                                  |                        |
| IJsland                      | Keflavík                   | Keflavíkurflugvöllur                            |                        |
| Israël                       | Tel Aviv                   | Luchthaven Ben-Gurion                           | Tijdelijk gestaakt     |
| Italië                       | Catania                    | Aeroporto di Catania-Fontanarossa               |                        |
| Italië                       | Milaan                     | Internationale luchthaven Milaan Linate         |                        |
| Italië                       | Milaan                     | Internationale luchthaven Milano-Malpensa       |                        |
| Italië                       | Napels                     | Aeroporto di Napoli                             |                        |
| Italië                       | Olbia                      | Aeroporto di Olbia-Costa Smeralda               |                        |
| Italië                       | Pisa                       | Aeroporto di Pisa Galileo Galilei               |                        |
| Italië                       | Rome                       | Aeroporto di Roma Fiumicino                     |                        |
| Italië                       | Turijn                     | Aeroporto di Torino                             |                        |
| Italië                       | Venetië                    | Aeroporto di Venezia Marco Polo                 |                        |
| Italië                       | Verona                     | Aeroporto di Verona                             |                        |
| Kosovo                       | Pristina                   | Luchthaven Pristina                             |                        |
| Kroatië                      | Dubrovnik                  | Luchthaven Dubrovnik Ruđer Bošković             |                        |
| Kroatië                      | Split                      | Luchthaven Split                                |                        |
| Letland                      | Liepāja                    | Internationale luchthaven Liepāja               |                        |
| Letland                      | Riga                       | Luchthaven Riga                                 | hub                    |
| Litouwen                     | Palanga                    | Luchthaven Palanga                              |                        |
| Litouwen                     | Vilnius                    | Luchthaven Vilnius                              | basis                  |
| Noord-Macedonië              | Skopje                     | Luchthaven Skopje Alexander de Grote            |                        |
| Malta                        | Luqa                       | Luchthaven van Malta                            |                        |
| Marokko                      | Agadir                     | Al Massira Airport                              |                        |
| Marokko                      | Marrakesh                  | Internationale luchthaven Menara                |                        |
| Moldavië                     | Chisinau                   | Luchthaven Chișinău                             |                        |
| Montenegro                   | Tivat                      | Luchthaven Tivat                                |                        |
| Nederland                    | Amsterdam                  | Luchthaven Schiphol                             |                        |
| Noorwegen                    | Bergen                     | Luchthaven Bergen Flesland                      |                        |
| Noorwegen                    | Oslo                       | Luchthaven Oslo Gardermoen                      |                        |
| Noorwegen                    | Oslo                       | Luchthaven Sandefjord Torp                      |                        |
| Oostenrijk                   | Salzburg                   | Flughafen Salzburg                              |                        |
| Oostenrijk                   | Wenen                      | Flughafen Wien-Schwechat                        |                        |
| Polen                        | Krakau                     | Luchthaven Kraków-Balice                        |                        |
| Portugal                     | Funchal                    | Aeroporto da Madeira                            |                        |
| Portugal                     | Lissabon                   | Aeroporto Humberto Delgado                      |                        |
| Portugal                     | Porto                      | Internationale luchthaven Francisco Sá Carneiro |                        |
| Roemenië                     | Boekarest                  | Henri Coandă International Airport              |                        |
| Servië                       | Belgrado                   | Luchthaven Belgrado Nikola Tesla                |                        |
| Slovenië                     | Ljubljana                  | Luchthaven Ljubljana                            |                        |
| Spanje                       | Alicante                   | Aeropuerto de Alicante-Elche Miguel Hernández   |                        |
| Spanje                       | Barcelona                  | Luchthaven Josep Tarradellas Barcelona-El Prat  |                        |
| Spanje                       | Granadilla de Abona        | Aeropuerto de Tenerife Sur                      |                        |
| Spanje                       | Las Palmas de Gran Canaria | Aeropuerto de Gran Canaria                      | Seizoensgebonden basis |
| Spanje                       | Madrid                     | Aeropuerto Adolfo Suárez Madrid-Barajas         |                        |
| Spanje                       | Málaga                     | Aeropuerto de Málaga-Costa del Sol              |                        |
| Spanje                       | Palma                      | Aeropuerto de Palma de Mallorca                 |                        |
| Spanje                       | Valencia                   | Aeropuerto de Valencia                          |                        |
| Tsjechië                     | Praag                      | Luchthaven van Praag                            |                        |
| Turkije                      | Antalya                    | Luchthaven Antalya                              |                        |
| Turkije                      | Istanbul                   | Istanbul Airport                                |                        |
| Verenigd Koninkrijk          | Aberdeen                   | Aberdeen Airport                                |                        |
| Verenigd Koninkrijk          | Londen                     | London Gatwick Airport                          |                        |
| Verenigde Arabische Emiraten | Dubai                      | Dubai International Airport                     |                        |
| Zweden                       | Göteborg                   | Göteborg-Landvetter Airport                     |                        |
| Zweden                       | Stockholm                  | Luchthaven Stockholm-Arlanda                    |                        |
| Zwitserland                  | Genève                     | Luchthaven Genève                               |                        |
| Zwitserland                  | Zürich                     | Flughafen Zürich                                |                        |

### Codeshare-overeenkomsten
airBaltic heeft codeshare-overeenkomsten met de volgende luchtvaartmaatschappijen (augustus 2024):
| Aegean Airlines     | Brussels Airlines | Icelandair        | SAS                |
| Air France          | Bulgaria Air      | ITA Airways       | SWISS              |
| Air Serbia          | Czech Airlines    | KLM               | TAP Air Portugal   |
| Austrian Airlines   | Delta Air Lines   | KM Malta Airlines | TAROM              |
| Azerbaijan Airlines | Emirates          | LOT               | Turkish Airlines   |
| British Airways     | Iberia            | Lufthansa         | Uzbekistan Airways |